# Microscopio elettronico a scansione

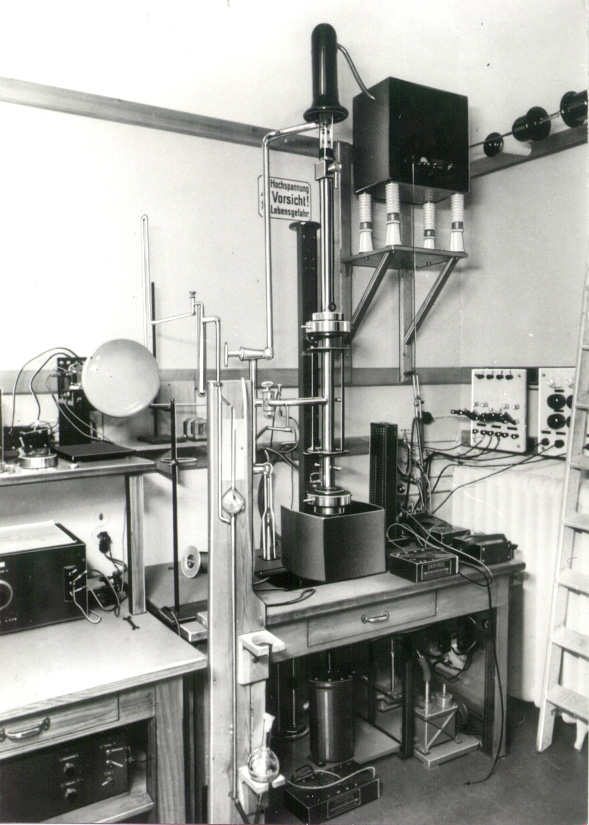
M von Ardenne, primo SEM nel 1937

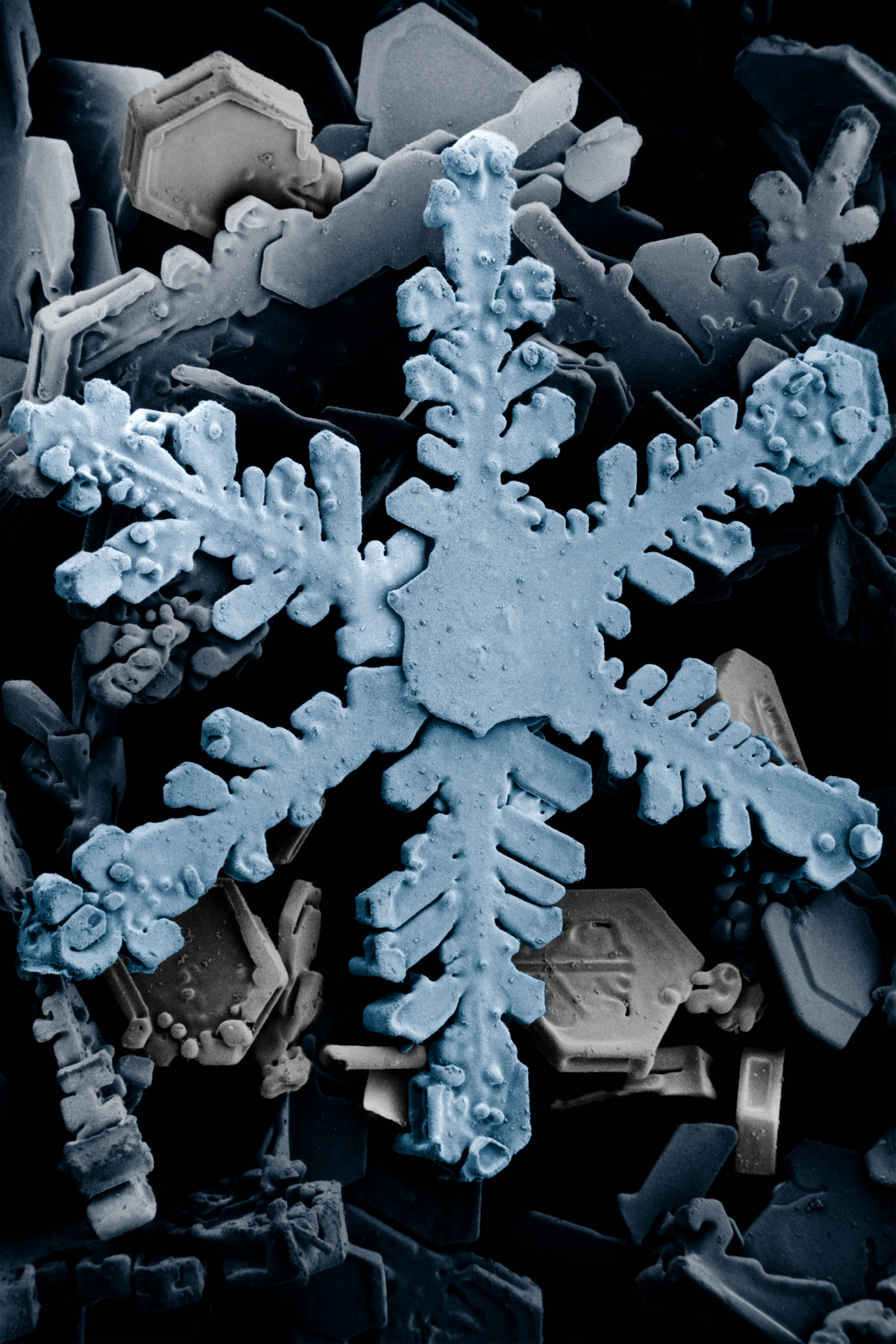
Un cristallo di neve individuato al microscopio elettronico a scansione all'interno di un fiocco di neve. In secondo piano si intravedono altri cristalli tra loro sovrapposti e orientati secondo piani differenti

Il microscopio elettronico a scansione, comunemente indicato con l'acronimo SEM dall'inglese scanning electron microscope, è un tipo di microscopio elettronico.

## Funzionamento
Il microscopio non sfrutta la luce come sorgente di radiazioni. Il fascio viene generato da una sorgente elettronica, tipicamente un filamento in Tungsteno, che emette un flusso di elettroni primari concentrato da una serie di lenti elettromagnetiche e deflesso da una lente obiettivo. Quest'ultima, oltre a rifocalizzare ulteriormente il fascio, impone allo stesso una deflessione controllata, in modo da permettere la scansione di aree del campione.
Uno dei possibili effetti prodotti dall’interazione fra l’elettrone e la materia è rivelato e trasformato in segnale elettrico che, trattato e amplificato, viene modulato in segnale televisivo: 1 pixel di un monitor monocromatico è associato ad 1 punto del campione ed è tanto più luminoso quanto più intenso è il segnale. L’ingrandimento è dato dal rapporto fra le dimensioni dell'immagine e le dimensioni della regione su cui è stata effettuata la scansione
Questi elettroni sono catturati da uno speciale rilevatore e convertiti in impulsi elettrici che vengono inviati in tempo reale, ad uno schermo (un monitor) dove viene eseguita simultaneamente una scansione analoga. Il risultato è un'immagine in bianco e nero ad elevata risoluzione e grande profondità di campo, che ha caratteristiche simili a quelle di una normale immagine fotografica. Per questa ragione le immagini SEM sono immediatamente intelligibili ed intuitive da comprendere. Il microscopio elettronico a scansione può ottenere immagini che appaiono quasi tridimensionali anche di oggetti relativamente grandi (come un insetto).
Il SEM deve operare in vuoto spinto (con pressioni inferiori a 10-3 Pa) per permettere la produzione e il campione deve essere conduttivo e messo a terra, in modo da poter allontanare dalla zona di analisi ogni possibile accumulo di carica che renderebbe impossibile l'osservazione. Campioni non conduttivi possono comunque essere osservati al SEM operando rivestimenti metallici, disidratando i campioni umidi oppure eseguendo l'operazione in maniera rapida in modo tale da evitare che l'accumulo di cariche vada a surriscaldare l'oggetto in questione.

## Componenti fondamentali

### Sorgente elettronica
La sorgente elettronica, definita anche Gun, genera il fascio tramite estrazione di elettroni e accelerazione degli stessi. La quasi totalità delle sorgenti elettroniche funzionano per effetto termoionico, anche se esistono sorgenti che sfruttano fenomeni quantistici come il Field Emission.
Le sorgenti sono caratterizzate da una serie di grandezze che ne misurano le prestazioni e le capacità:
- Diametro di cross-over d0: è il diametro del fascio all'estrazione. La risoluzione sarà maggiore tanto più piccolo è il d0.

- Variazione energetica all'estrazione ΔEest: è la massima differenza di energia degli elettroni estratti. Valori elevati possono portare ad aberrazioni cromatiche dopo focalizzazione.

- Brillanza β: parametro legato all'intensità del fascio. Si misura in A·cm-2·srad-1, valori elevati di brillanza sono richiesti per microanalisi chimiche accurate. Talvolta la brillanza elevata può favorire fenomeni di diffrazione.

Di seguito sono elencate alcune sorgenti elettroniche:
- Sorgente termoionica in W: costituita da un filamento di tungsteno. Viene montata su SEM convenzionali, ha prestazioni medio-basse ma costi ridotti.

- Sorgente termoionica in LaB6: costituita da un monocristallo in esaboruro di lantanio, permette una risoluzione più elevata della sorgente in W, una brillanza circa 30 volte superiore e una vita media 10 volte maggiore. Permette una corrente elettronica in grado di produrre raggi x caratteristici per effettuare microanalisi chimiche, richiede tuttavia un vuoto più spinto di almeno 10-6 mbar. Normalmente può essere montata sulla stessa macchina che supporta la sorgente in tungsteno.

- Sorgente puntuale cold FE: presenta prestazioni nettamente superiori alle sorgenti termoioniche, sfruttando il fenomeno Field Emission, richiede però pressioni estremamente basse (<10-8 Pa) non supportabili strutturalmente da SEM convenzionali. È caratterizzata da una punta in tungsteno con geometria a cuspide e un raggio di raccordo estremamente piccolo. Nonostante le prestazioni elevate, fra cui la brillanza, risente di instabilità nell'emissione, rendendola inefficace in microanalisi.

- Sorgente puntuale thermal FE (Schottky): Sfrutta sia l'effetto termoionico che il Field Emission. Ha prestazioni inferiori alla cold FE, ma ha elevate correnti di fascio, permettendo un'elevata efficienza in microanalisi.

| Confronto fra sorgenti | Confronto fra sorgenti | Confronto fra sorgenti | Confronto fra sorgenti |
| Sorgente               | d0 [μm]                | ΔEest [eV]             | β [A·cm-2·srad-1 ]     |
| ---------------------- | ---------------------- | ---------------------- | ---------------------- |
| Termoionica in W       | 20-30                  | 1-3                    | 0,3-2*105              |
| Termoionica in LaB6    | 10-20                  | 0,5-2                  | 1-10*105               |
| Puntuale cold FE       | 0,002-0,005            | 0,2-0,5                | 108 -109               |
| Puntuale thermal FE    | 0,025-0,05             | 0,5                    | 107-108                |

### Lenti elettromagnetiche
Nel SEM è presente un sistema di lenti elettromagnetiche che come delle lenti ottiche permettono la focalizzazione del fascio, riducendone il diametro. Sono costituite da un traferro toroidale avvolto da spire che creano un campo magnetico in grado di interagire e deflettere gli elettroni del fascio. Tra le lenti sono interposte delle aperture, che filtrano gli elettroni riducendo le dimensioni del fascio.
L'ultima lente funge da obbiettivo ed è caratterizzata da un sistema di bobine che permette la deflessione dell'asse del fascio, realizzando la scansione.
La messa a fuoco delle lenti avviene modificando la tensione di eccitazione delle bobine (EHT) e la distanza del campione (WD).
Dopo la focalizzazione, un SEM convenzionale con sorgente termoionica può arrivare ad avere un fascio del diametro di 5 - 10 nm, mentre un SEM con sorgente puntuale anche a 1 - 2 nm. La risoluzione è intrinsecamente legata al diametro del fascio: fasci molto piccoli portano a risoluzioni elevate.

### Rivelatori
Le interazioni tra elettrone e campione vengono lette da appositi rivelatori. A seconda della natura, energia e lunghezza d'onda permettono di ricavare informazioni utili all'analisi del campione.

#### Rivelatore Everhart - Thorley
Permette la rivelazione degli elettroni secondari. È montato in direzione inclinata rispetto al fascio ed è caratterizzato da una gabbia metallica su cui viene applicata una tensione di circa 200 V. Questa permette di catturare gli elettroni secondari e di condurli in un canale, chiamato light guide, in cui l'energia degli elettroni viene trasferita a dei fotoni che verranno letti da un fotomoltiplicatore. Il segnale, una volta filtrato ed amplificato, viene portato al monitor.

#### Rivelatore BSE
Permette la rivelazione degli elettroni retrodiffusi, definiti anche Back-Scattered Electron. È montato in corrispondenza della lente obbiettivo ed è costituito da una giunzione p-n rivestita da una lamina d'oro.
Sono spesso montati anche altri tipi di rivelatori che permettono di effettuare analisi differenti. Ad esempio:
- EDS e WDS

- Rivelatore di elettroni Auger

- EBSD

## Modalità di osservazione
Nei SEM convenzionale l'osservazione del campione può avvenire principalmente in due modalità: per rilevazione degli elettroni secondari o per rivelazione dei retrodiffusi. 

### Volume di interazione
L'elettrone è molto più piccolo degli atomi di cui è costituito il campione, per cui l'interazione non riguarderà solo la superficie colpita dal fascio ma anche gli strati sottostanti. Si definisce perciò un volume di interazione. La geometria del volume è fortemente influenzata dalla natura degli atomi del campione, in particolar modo dal numero atomico Z: campioni con atomi con Z basso, presenteranno un volume con geometria "a pera", stretto in superficie e che tende ad allargarsi in profondità. Al crescere di Z gli elettroni penetreranno sempre di meno il campione, portando ad una riduzione del volume di interazione e ad una geometria simile ad una calotta sferica. 
Gli elettroni rilevati dai sensori possono provenire da profondità diverse del volume di interazione e di conseguenza riportare informazioni differenti.
Si distinguono 4 zone principali da cui provengono 4 tipologie di elettroni differenti:
- Elettroni Auger: provengono dalle zone più superficiali (1-5 nm di profondità) e sono rilasciati per effetto Auger. Hanno energie comprese fra i 50 - 1000 eV e possono essere sfruttati in microanalisi.
- Elettroni secondari: avendo energie comprese fra 0 e 50 eV, provengono dagli strati superficiali del campione massivo (5-50 nm). Interessano un volume di interazione ridotto.
- Elettroni retrodiffusi: hanno energie prossime a quella del fascio primario (20-30 keV) e possono, di conseguenza, emergere da regioni più profonde del volume d’interazione (dell’ordine di alcune centinaia di nm).
- Raggi X: I raggi X caratteristici emergono dalla regione più profonda del volume d’interazione (dell’ordine di alcuni micron), con risoluzione spaziale povera rispetto ai segnali precedenti. Vengono impiegati in microanalisi.

### Elettroni retrodiffusi o elettroni di backscattering
Date le dimensioni elevate del volume di provenienza degli elettroni retrodiffusi, l'osservazione risulta di scarsa risoluzione. Tuttavia l'interazione stessa permette di differenziare gli elettroni retrodiffusi in funzione del numero atomico Z degli atomi con cui gli elettroni hanno interagito. Elettroni retrodiffusi da atomi con Z alto daranno origine ad un segnale più intenso. Sul monitor quindi le fasi con Z più elevato compariranno più chiare, mentre quelle costituite da atomi con Z più piccolo più scure. L'osservazione con gli elettroni retrodiffusi permette quindi di riconoscere le diverse fasi e costituenti del campione, con una perdita rilevante di risoluzione e della tridimensionalità dell'immagine fornita dall'osservazione degli elettroni secondari.

### Elettroni secondari
La rivelazione degli elettroni secondari permette un'osservazione ad alta risoluzione del campione. Il ristretto volume di interazione permette di rilevare anche i più piccoli dettagli con risoluzione fino a 5 nm. La profondità di campo dell'osservazione con gli elettroni secondari è molto elevata, permettendo di mettere a fuoco superfici fortemente rugose e tridimensionali. Ciò permette l'osservazione di campioni massivi tridimensionali sia ad alti che a bassi ingrandimenti, creando immagini con una forte tridimensionalità. Il rivelatore Everhart - Thorley permette inoltre di catturare anche una quota parte di elettroni retrodiffusi. Questo permette all'osservazione tramite elettroni secondari di poter differenziare fasi con atomi diversi, anche se in misura minore rispetto all'osservazione tramite elettroni retrodiffusi. 

## SEM a pressione variabile (low vacuum)
Il SEM a pressione variabile è una particolare variante al SEM convenzionale. Permette l'osservazione di campioni non conduttivi portando ioni carichi positivamente sulla superficie del campione, per neutralizzare l'accumulo di elettroni sulla superficie causato dal fascio e che non potrebbe essere scaricato a terra. L'apporto di ioni è reso possibile tramite piccoli aumenti di pressione (dell'ordine di qualche Pascal) della camera in cui è contenuto il campione. 
Con l'utilizzo del SEM a pressione variabile non è necessario quindi rivestire i campioni non conduttivi con rivestimenti metallici, limitando così le possibili alterazioni del campione stesso. Tuttavia l'osservazione può avvenire solamente tramite gli elettroni retrodiffusi, poiché la gabbia tensionata del rivelatore Everhart - Thorley causerebbe delle scariche elettriche all'interno della camera con conseguente danneggiamento del campione e della macchina stessa. Inoltre la risoluzione è inferiore al SEM convenzionale poiché nella camera si forma una nube di elettroni e ioni che disturbano il fascio elettronico.